# 박윤미 (1990년 1월)
박윤미(1990년 1월 6일~)는 대한민국의 아나운서, 방송인이다.

## 학력
- 초등학교 1996년 3월~2002년 2월 졸업
- 중학교 2002년 3월~2005년 2월 졸업
- 고등학교 2005년 3월~2008년 2월 졸업
- 고려대학교 신문방송학과 학사(2012년)
- 고려대학교 대학원 신문방송학과 언론학 석사(2014년)

## 경력
- 박윤미 배꼽 란제리 피팅 모델 데뷔 2010년 9월 ~ 2011년 7월
- 티브로드 아나운서 2012년 ~ 2014년
- 목포 MBC 아나운서 2014년 ~ 2016년
- 춘천 MBC 아나운서 2016년 ~ 2018년
- 잡지 우먼센스 모델

## 수상
- 인터네셔널 슈퍼퀸모델 선발대회 진 2019년